# Densuș, Hunedoara
Densuș, mai demult Demșuș, (în maghiară Demsus, în germană Demsdorf) este satul de reședință al comunei cu același nume din județul Hunedoara, Transilvania, România.
In anul 2016, Asociația Proprietarilor de Păduri și Pășuni "DEMSUȘ", o asociație de proprietari privați de terenuri își unește resursele și efortul pentru desfășurarea activităților de implementare a proiectului "Urgent action for recovery of European Bison population in Romania(LIFE RE-Bison)", având ca obiective reintroducerea unor specii de faună dispărute și adiacent, sprijinirea dezvoltării comunității locale dpdv economic, social și al educației de mediu.

## Monumente istorice
- Biserica Sfântul Nicolae din Densuș este una din cele mai vechi biserici din România în care serviciul liturgic se desfășoară neîntrerupt până în prezent. Edificiul a fost ridicat în secolul al XIII-lea în stil romanic, pe ruinele unei construcții din antichitate (sec. IV). De plan pătrat (cca 6 x 6 m), naosul este străpuns de un turn în jurul căruia se află un spațiu îngust acoperit cu o boltă de sprijin. Spre est se află o absidă semicirculară, atât la interior cât și la exterior, având pe latura sudică un diaconicon de mari dimensiuni. Acoperișul întregii construcții este din plăci de piatră. Încăperi anexe au fost adăugate pe latura sudică în sec. XIV-XV. Construită din pietre fasonate romane aduse din ruinele din apropiere, biserica are o înfățișare ciudată care nu ascunde însă amprentele stilistice ale romanicului târziu. Valoroasele fragmente de pictură murală, datând din 1443, opera unei echipe de maeștri, în frunte cu Ștefan, unul din primii zugravi români cunoscuți, vădesc strânse legături stilistice cu picturile de epocă din Țara Românească. Biserica a fost reprodusă în 1973 pe un timbru poștal cu valoarea de 40 bani (design: I. Untch, perforație: 13 1/4) dintr-o serie cu clădiri monument istoric din toată România.

Lăcașul a fost folosit ca biserică de către românii care au îmbrățișat calvinismul, iar după unirea românilor transilvăneni cu Biserica Romei a devenit biserică greco-catolică. În 1948, odată cu interzicerea Bisericii Române Unite cu Roma, lăcașul a fost trecut de autoritățile comuniste în folosința Bisericii Ortodoxe Române.
- Bustul lui Ovid Densușianu din Densuș

## Biserica „Sf.Nicolae”, monument istoric (sec.XIII), cod LMI HD-II-m-A-03307, galerie de imagini, septembrie 2009

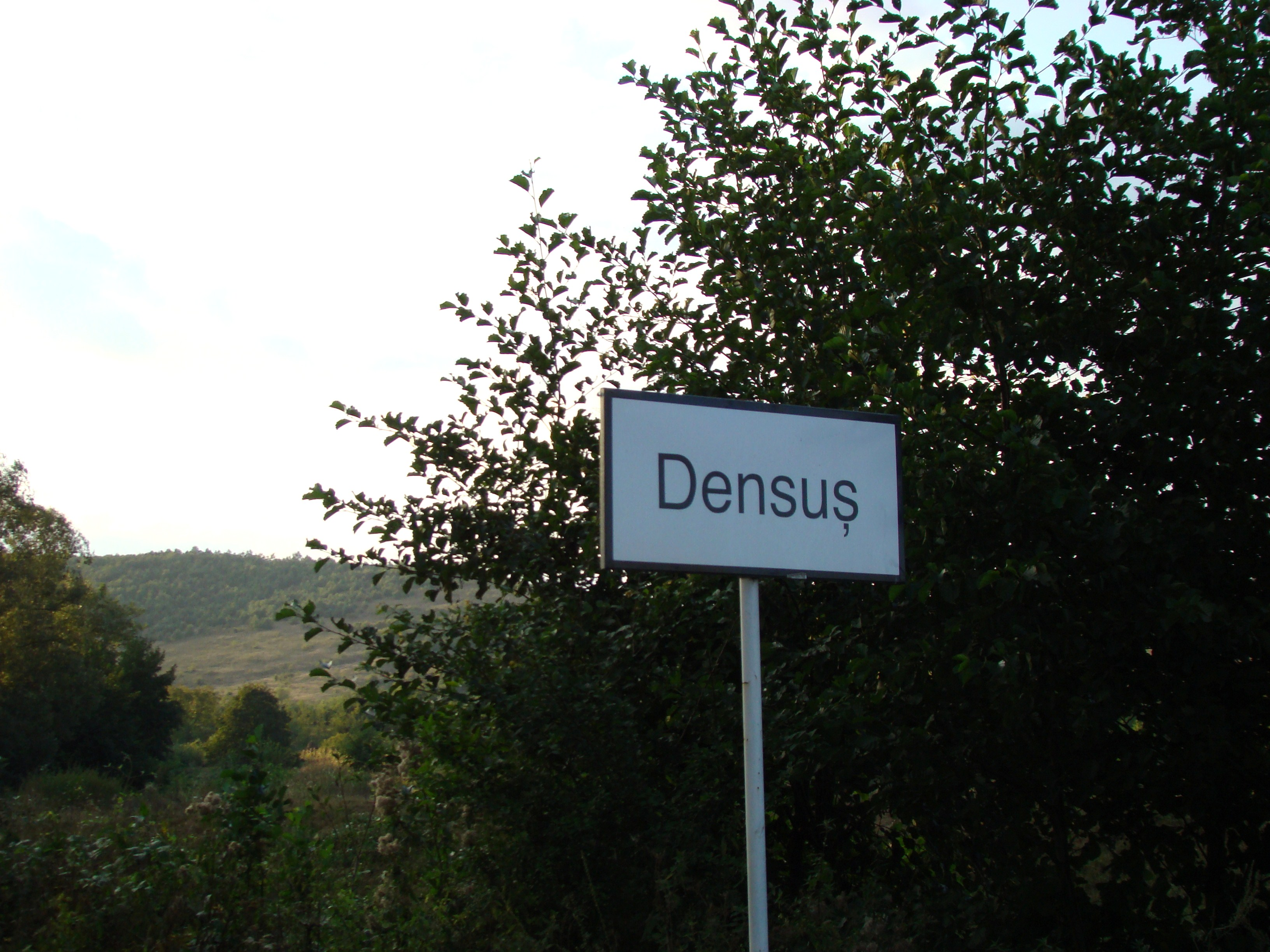
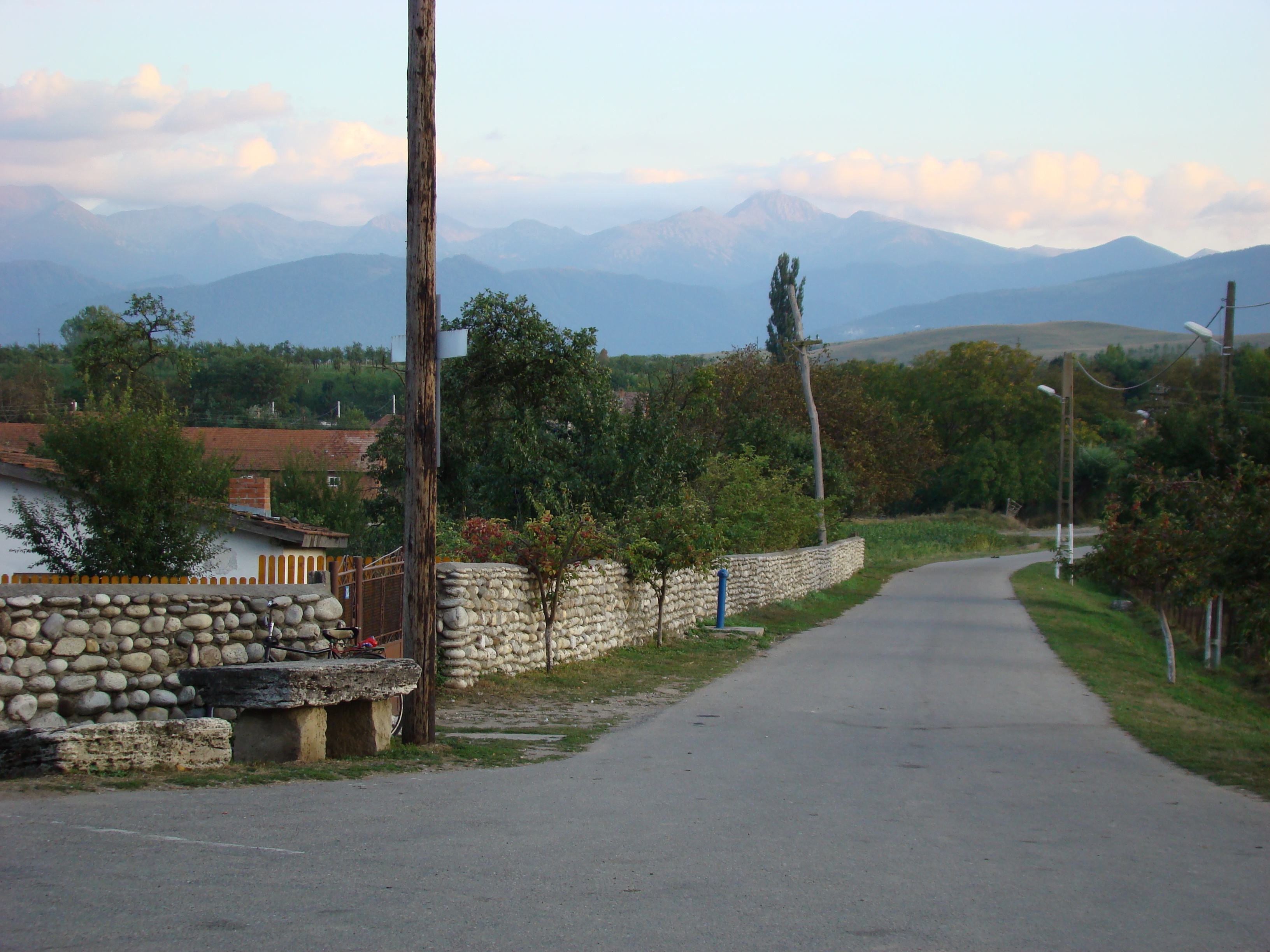
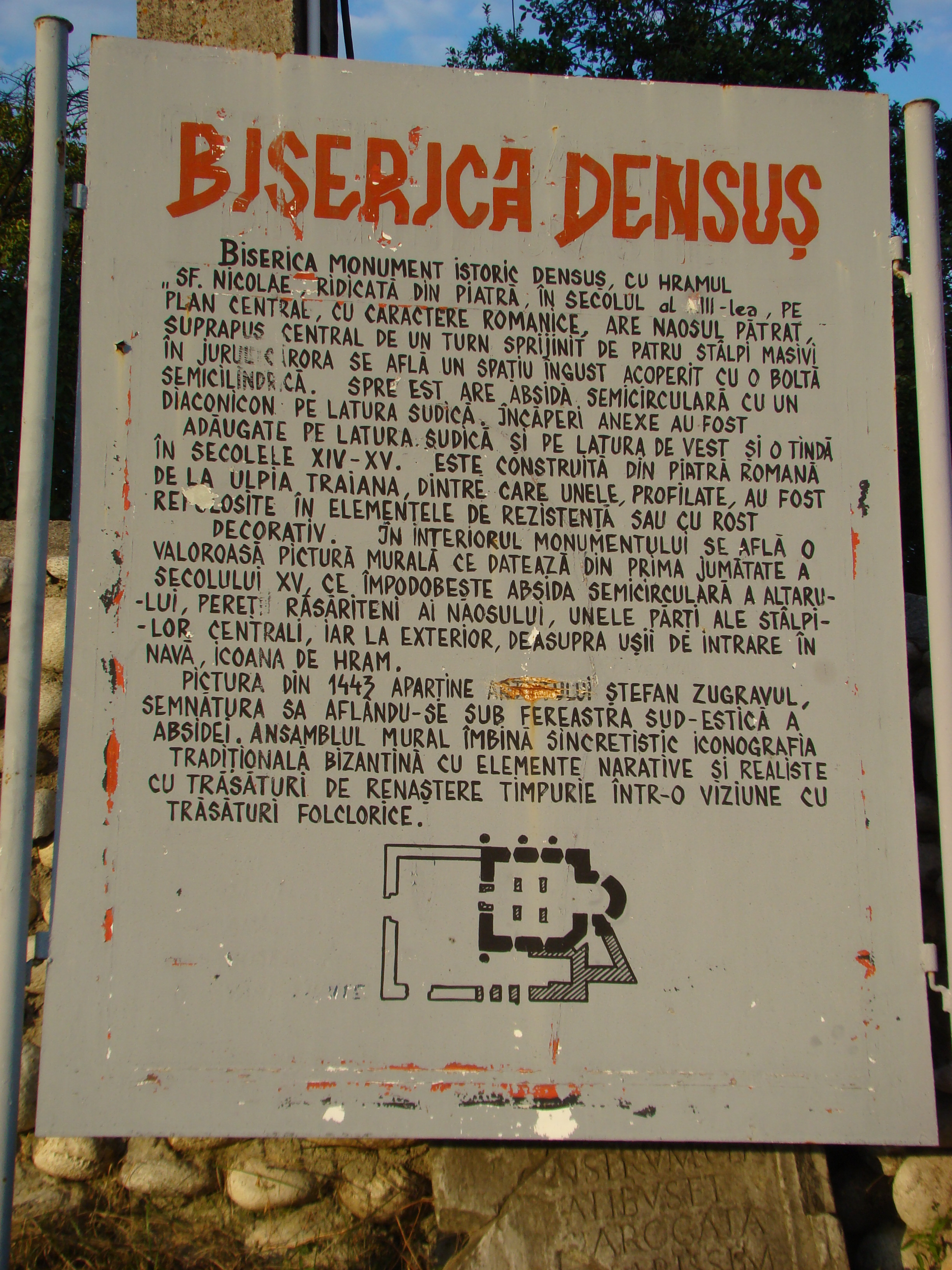
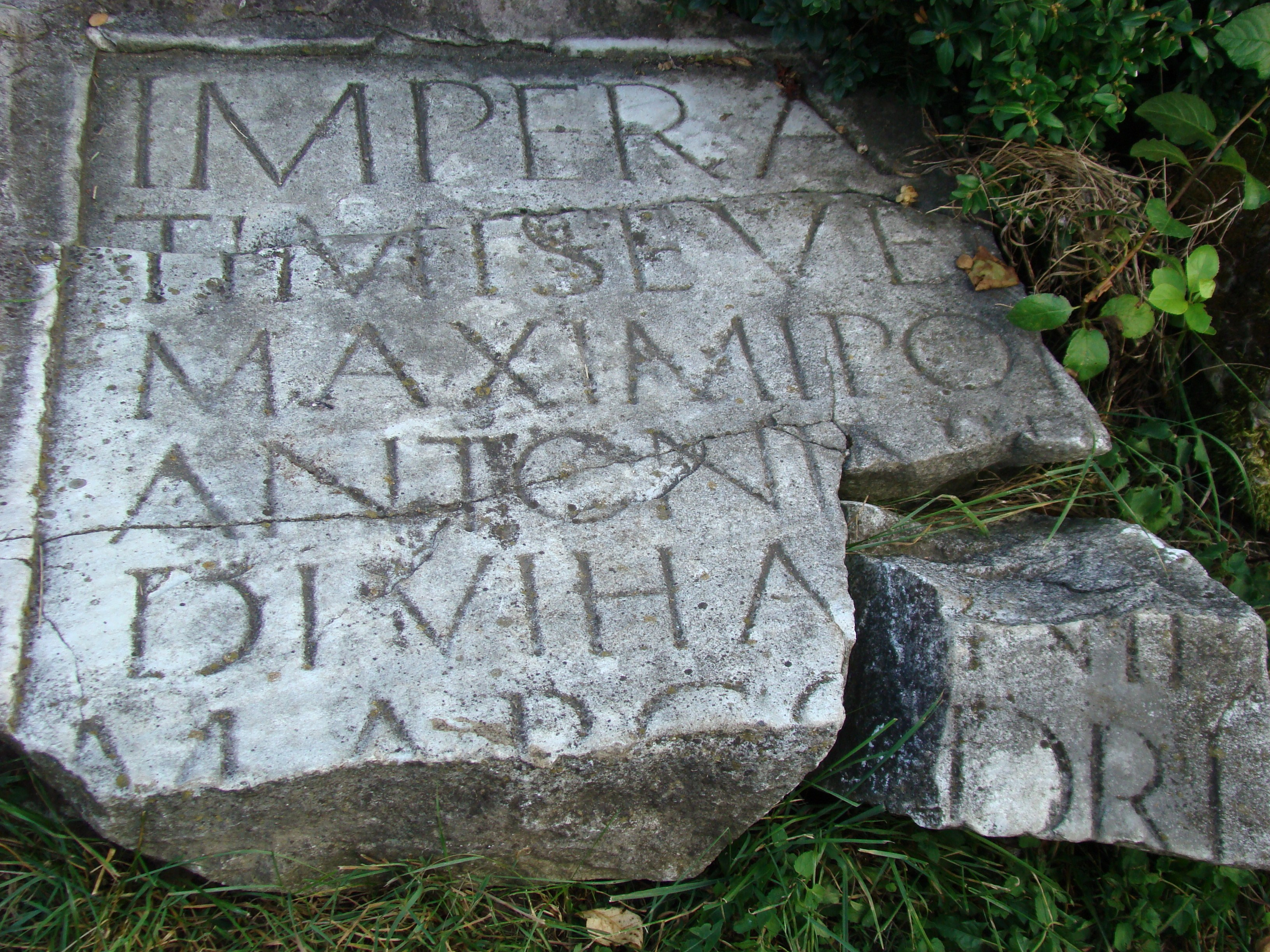
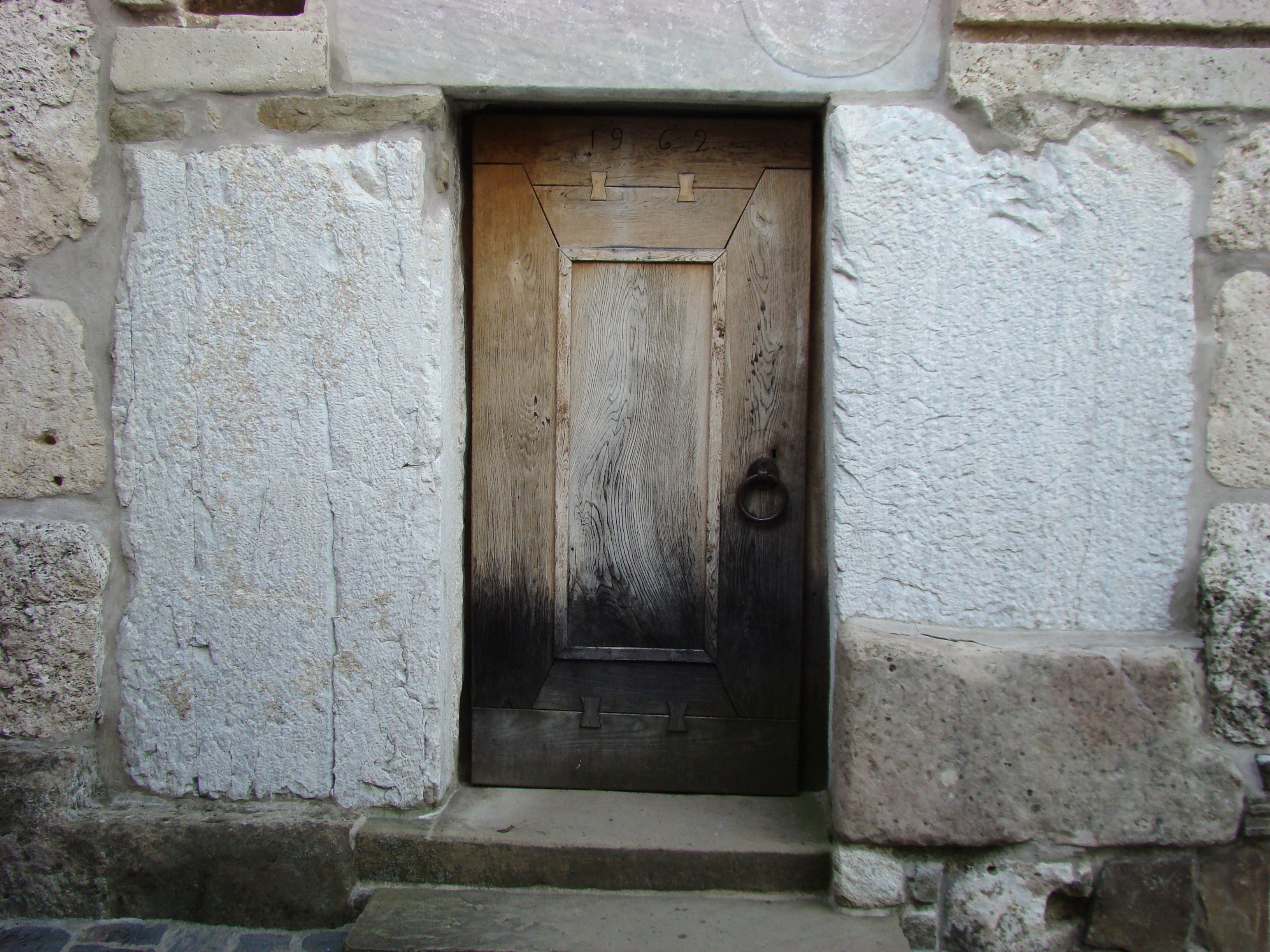
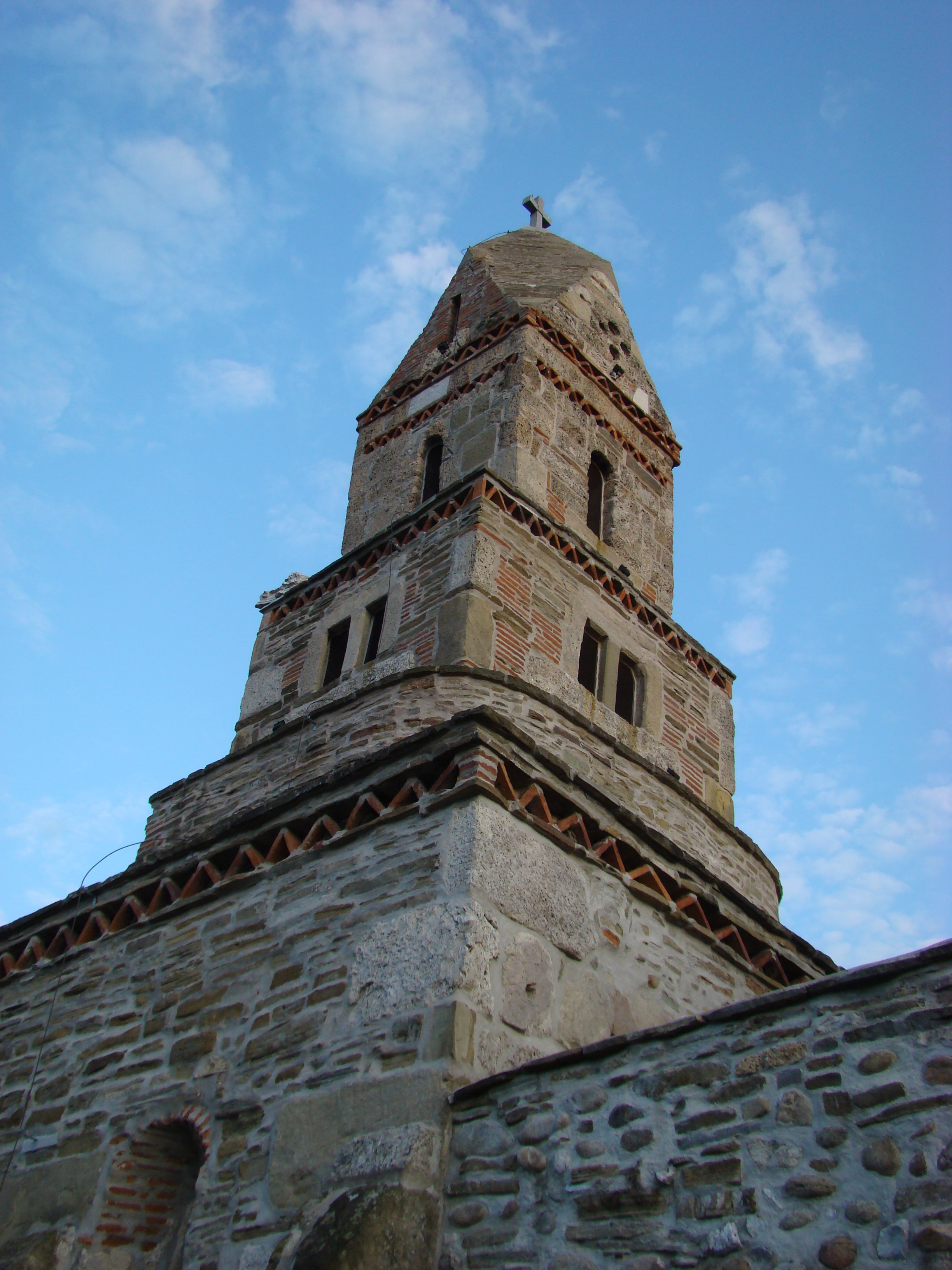
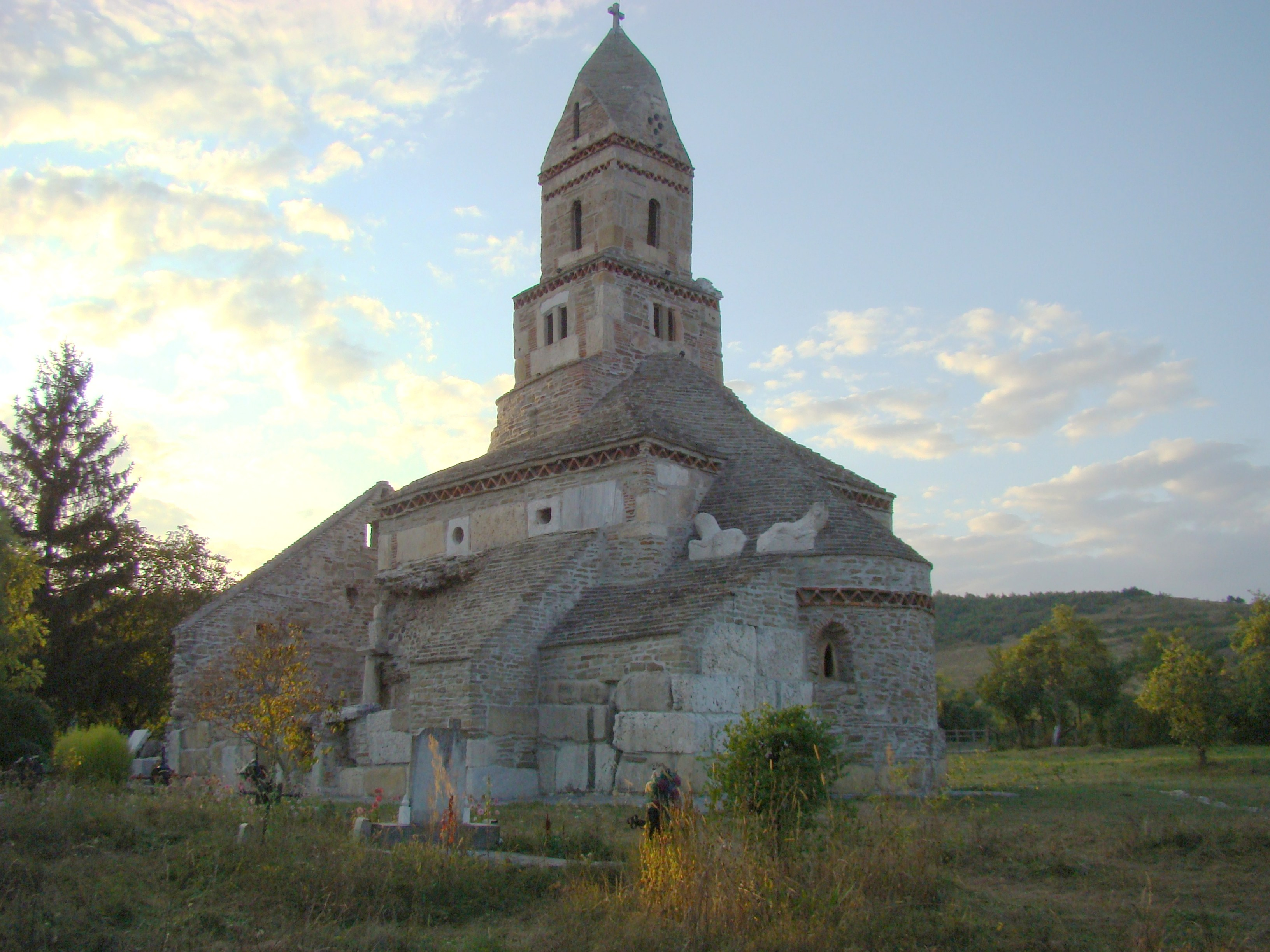
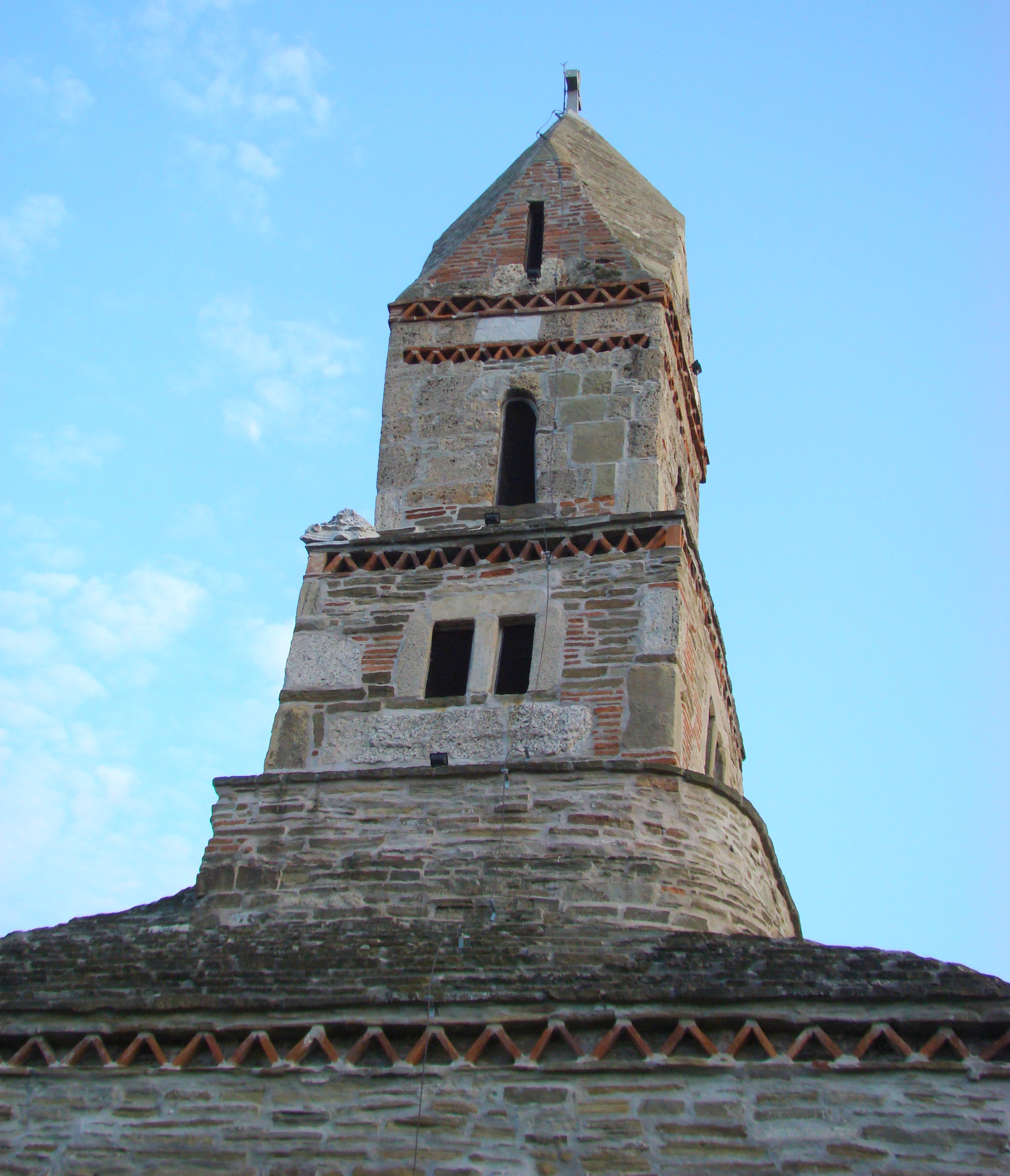
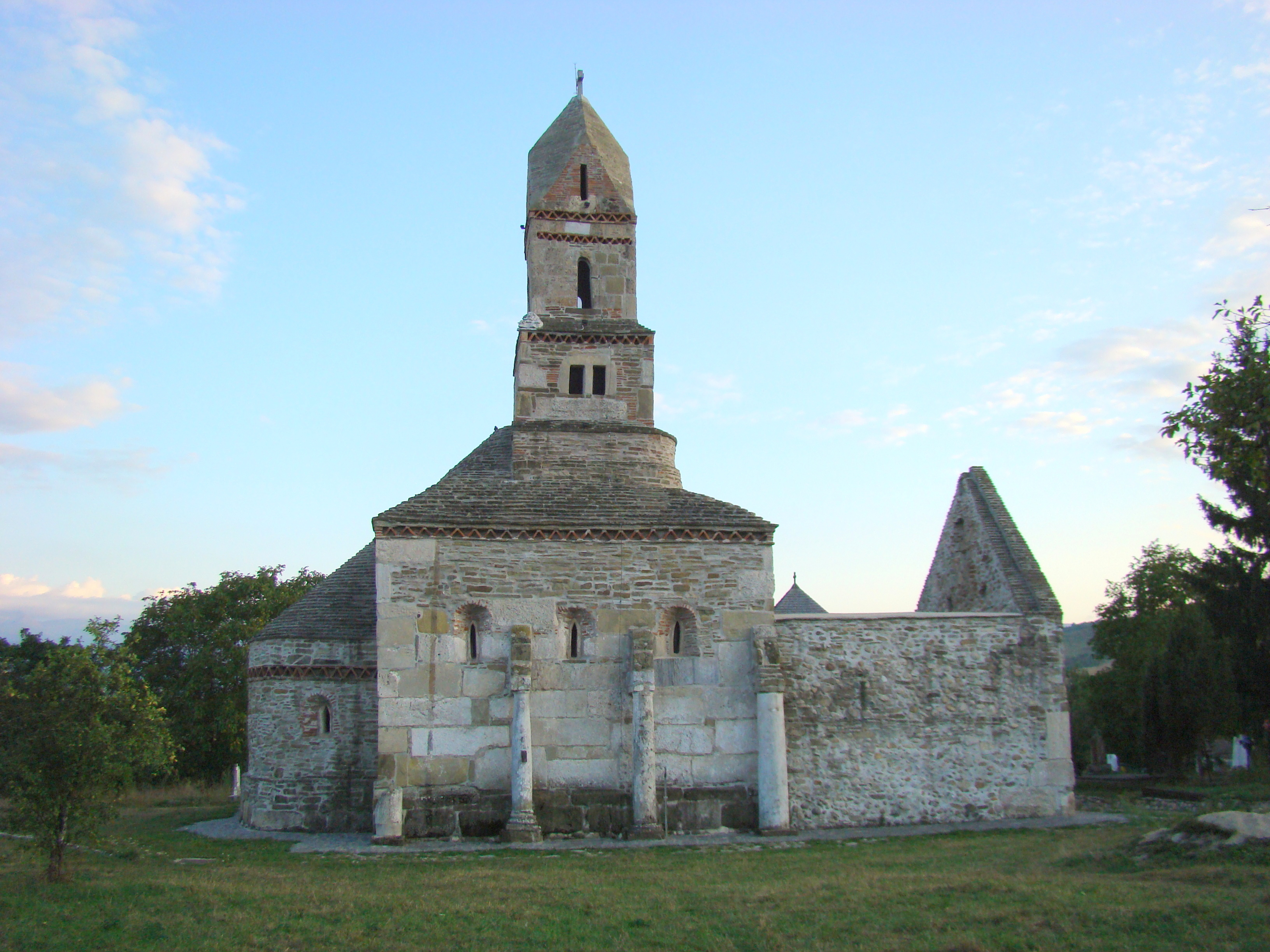
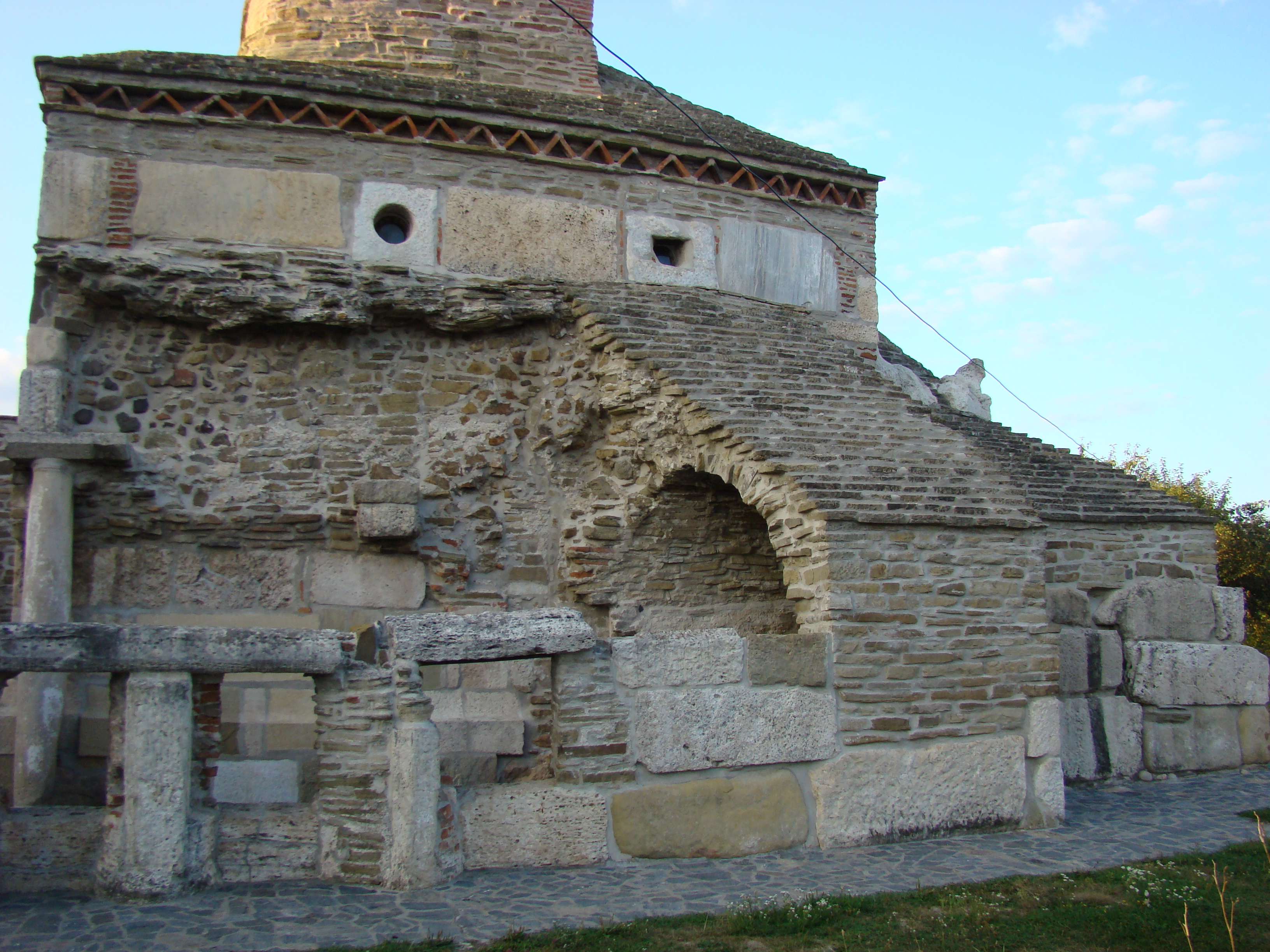
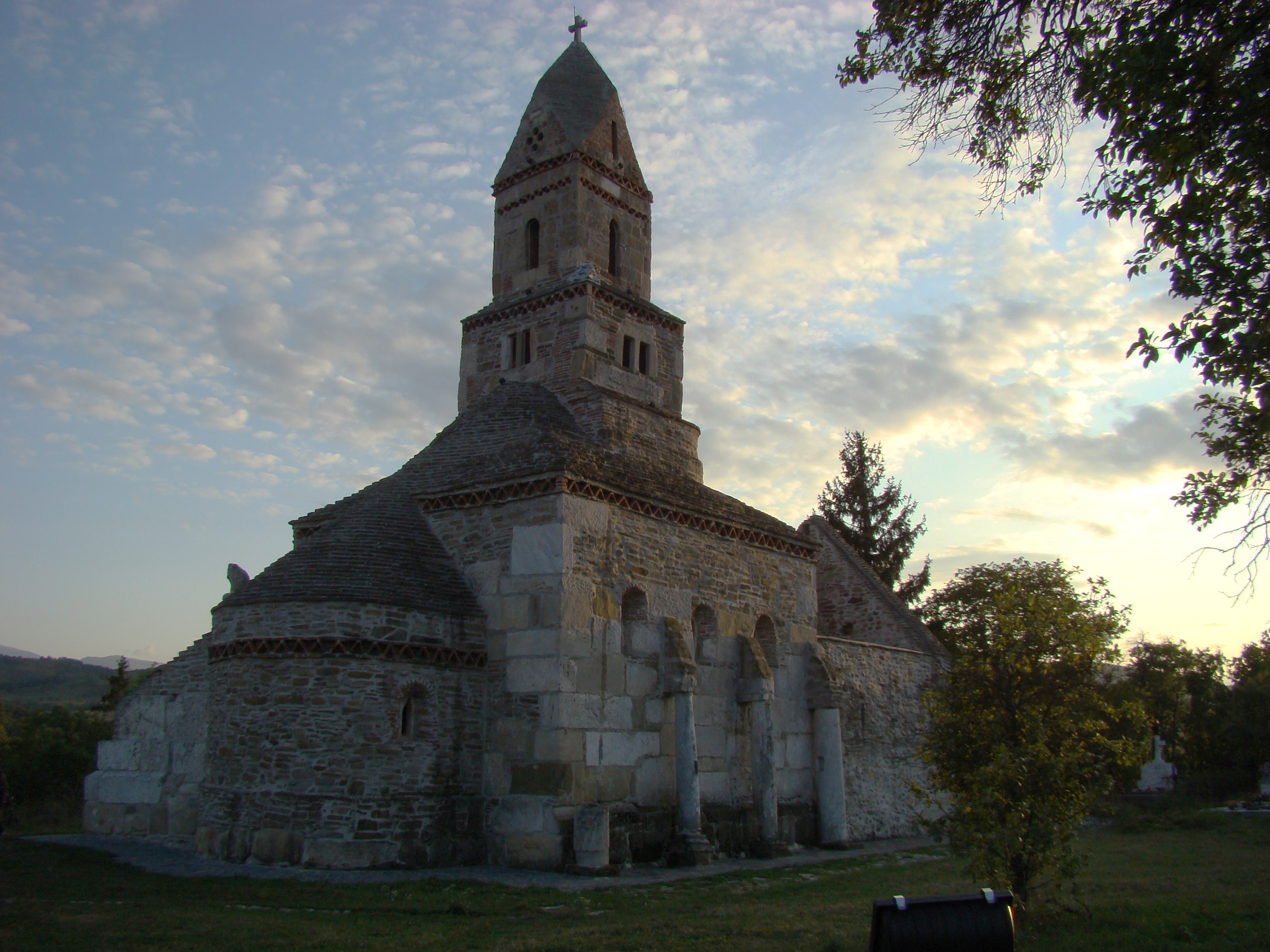
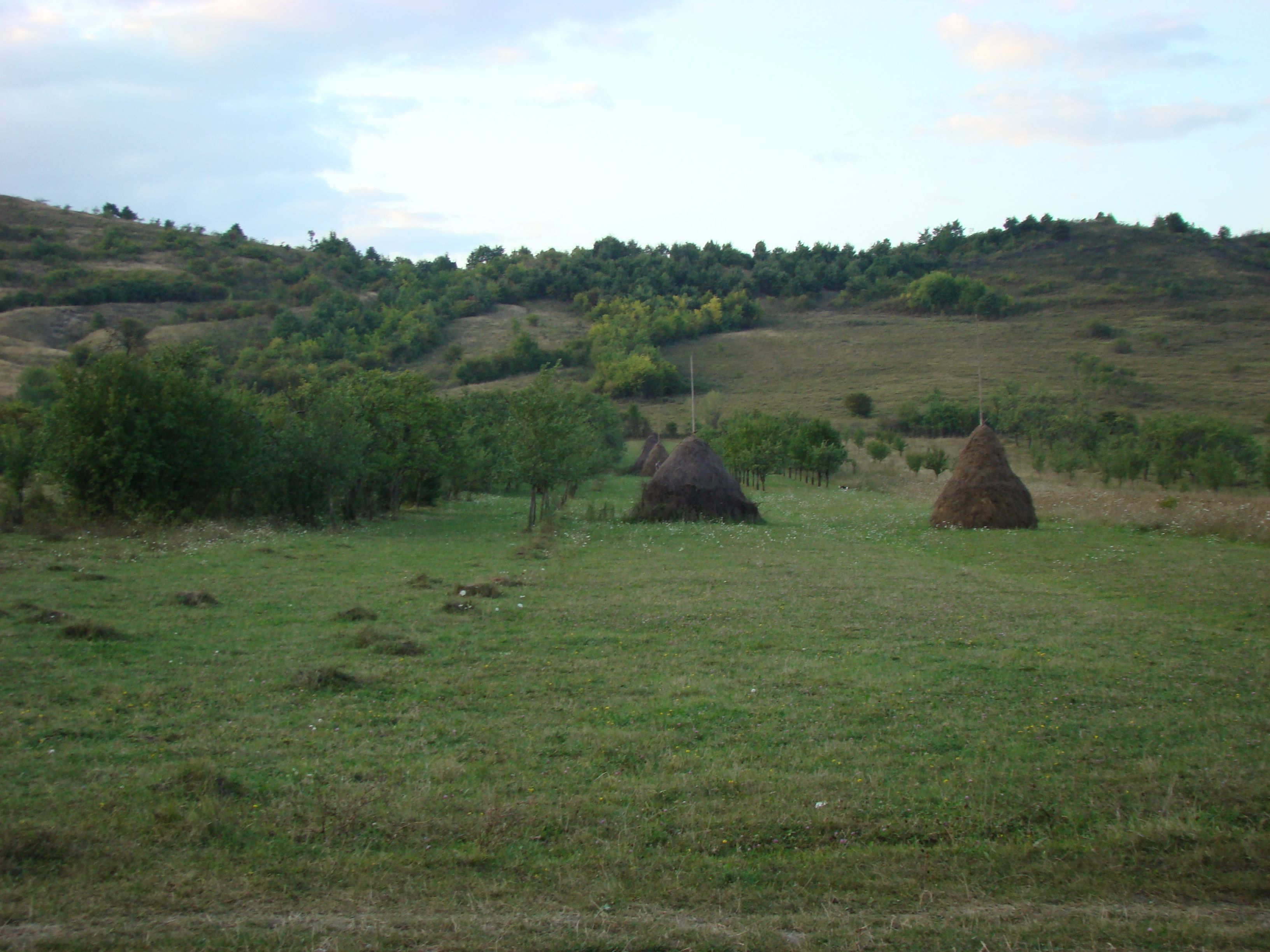
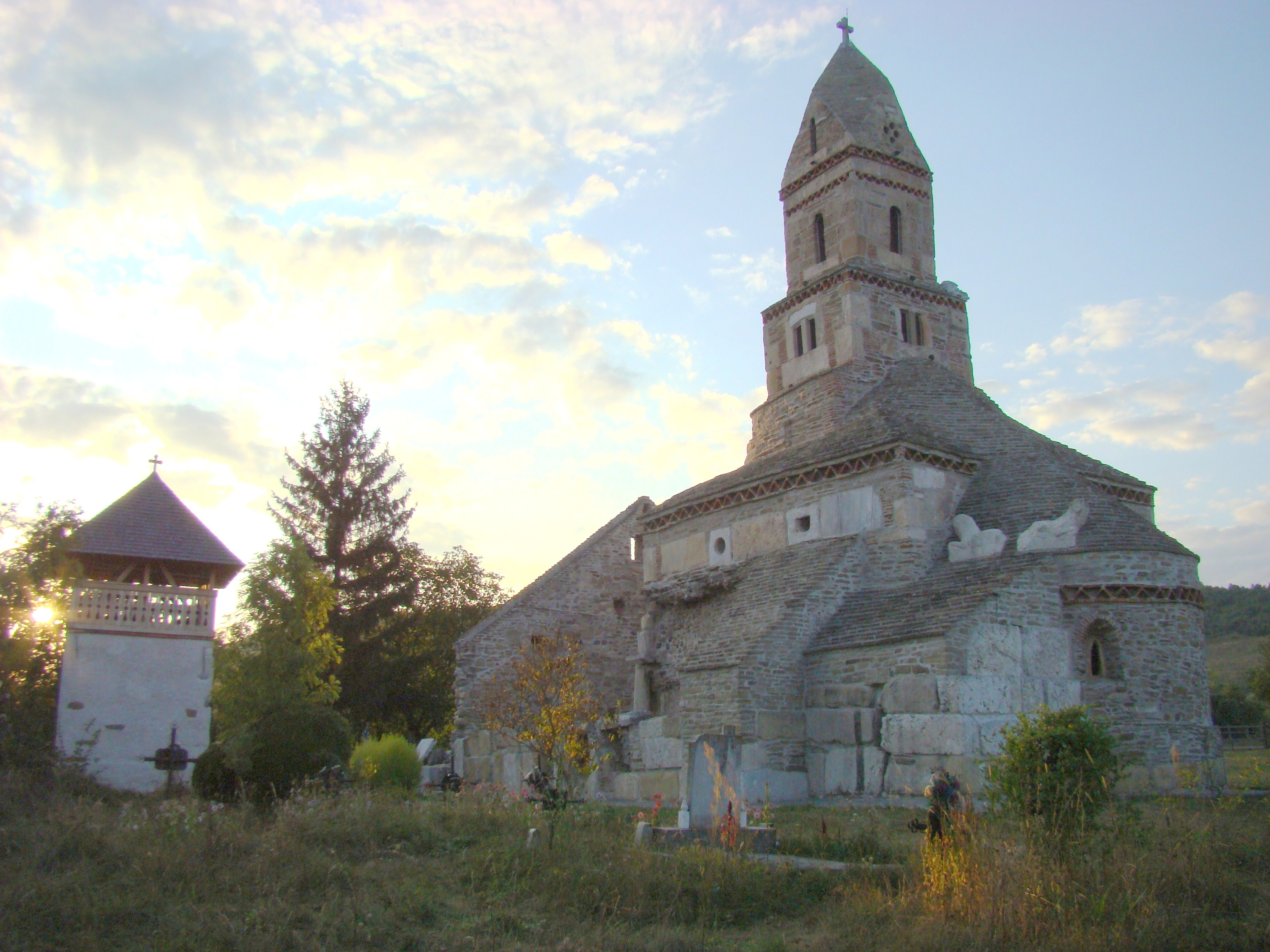
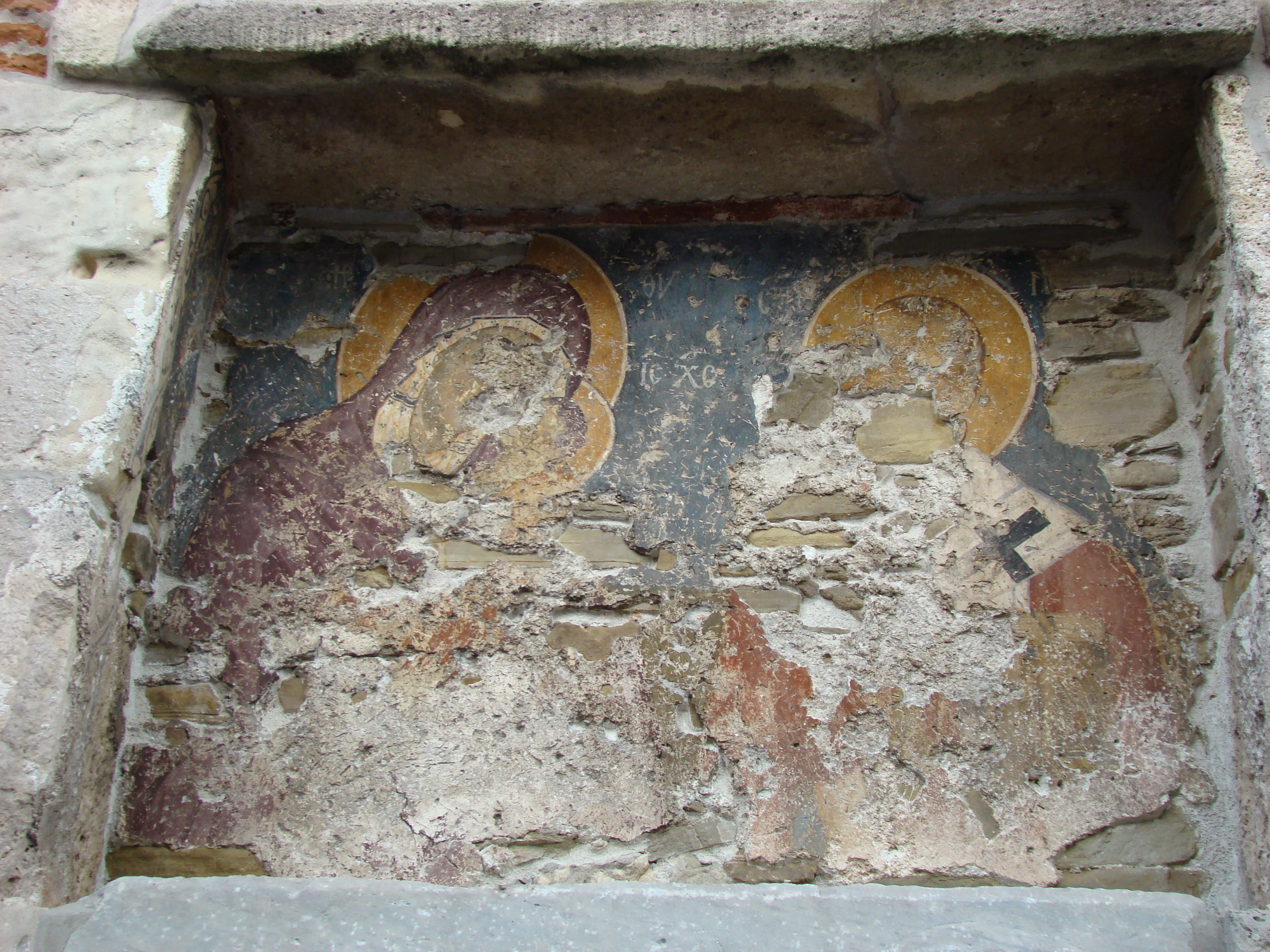
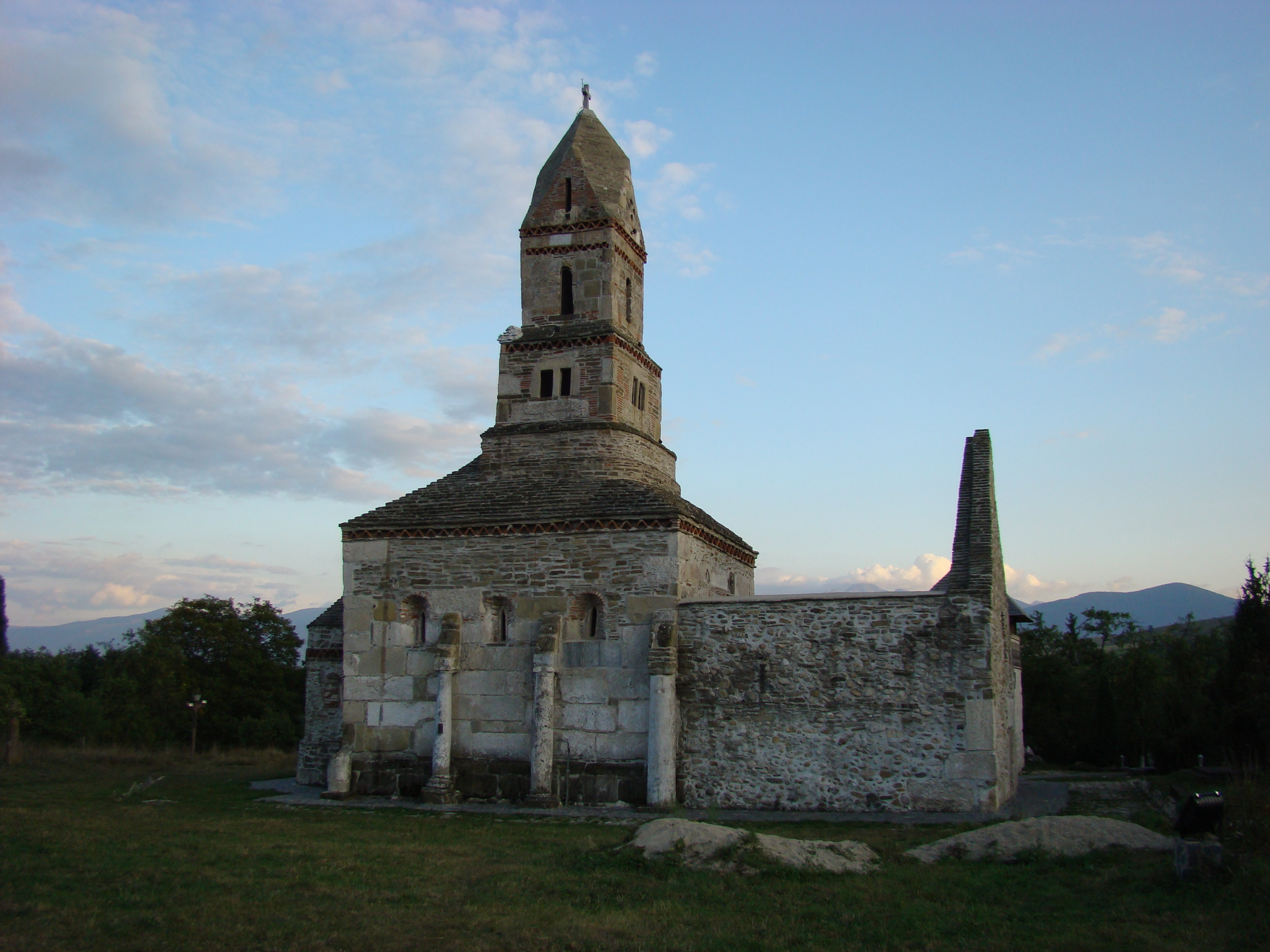
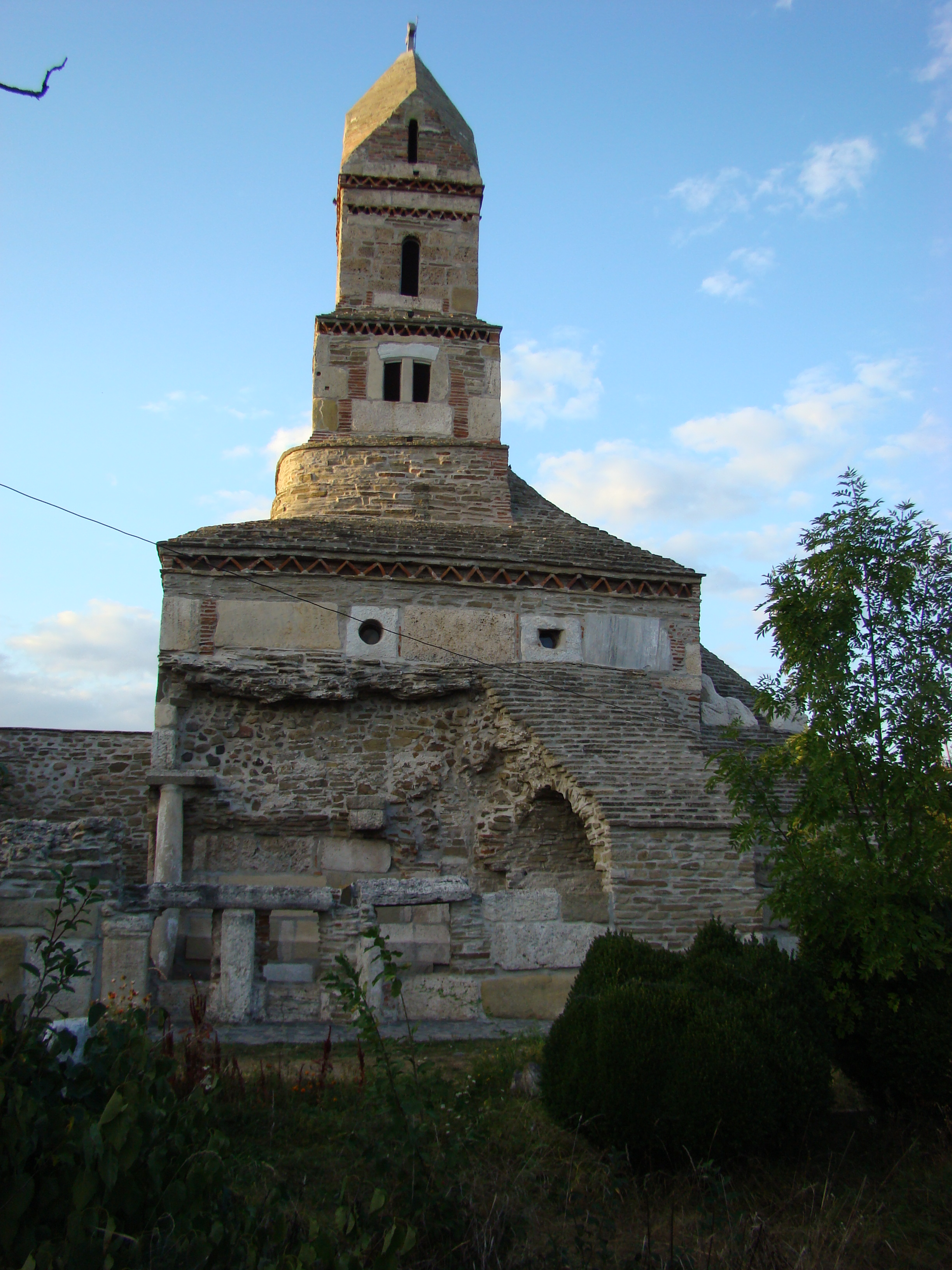
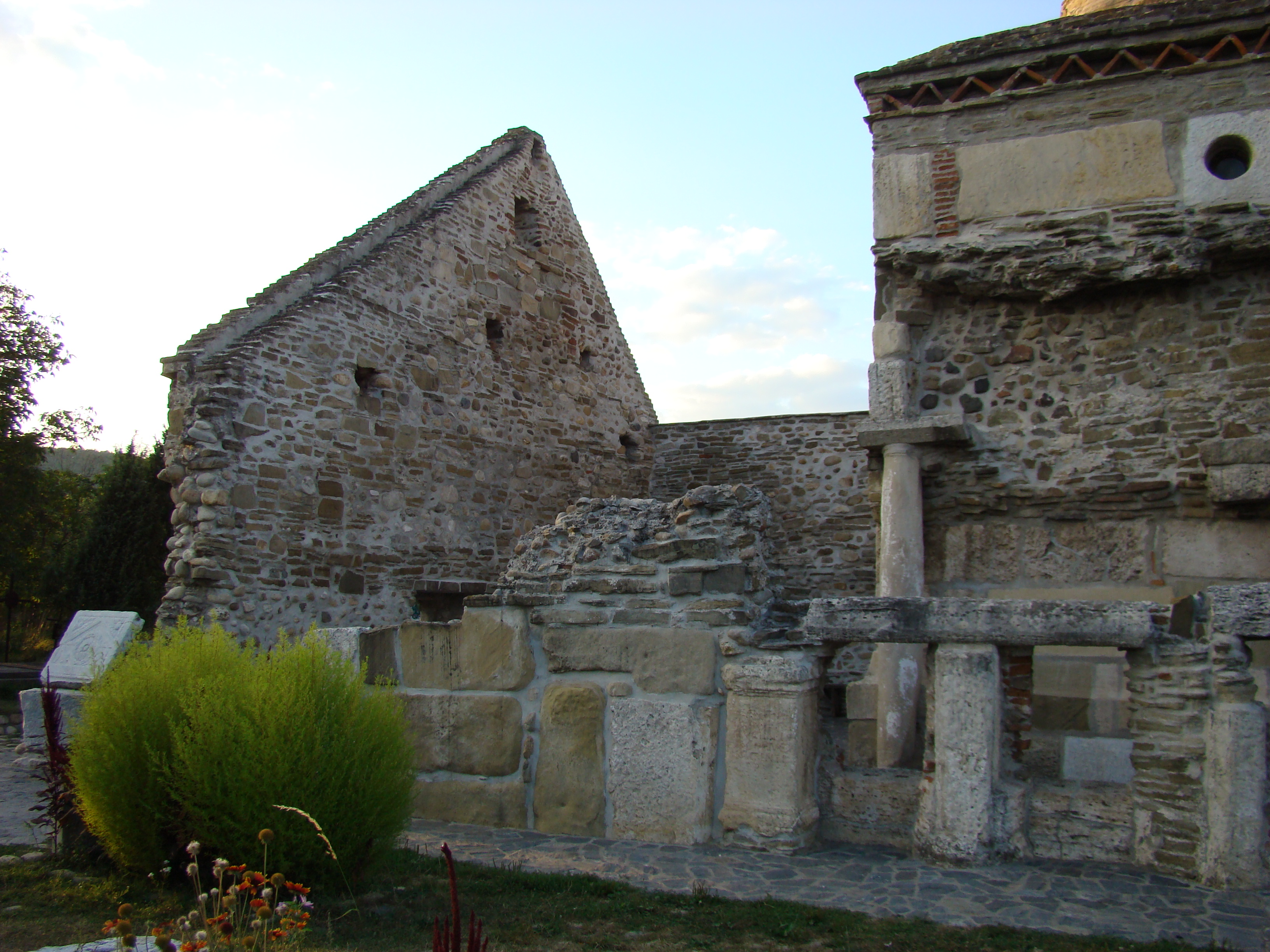
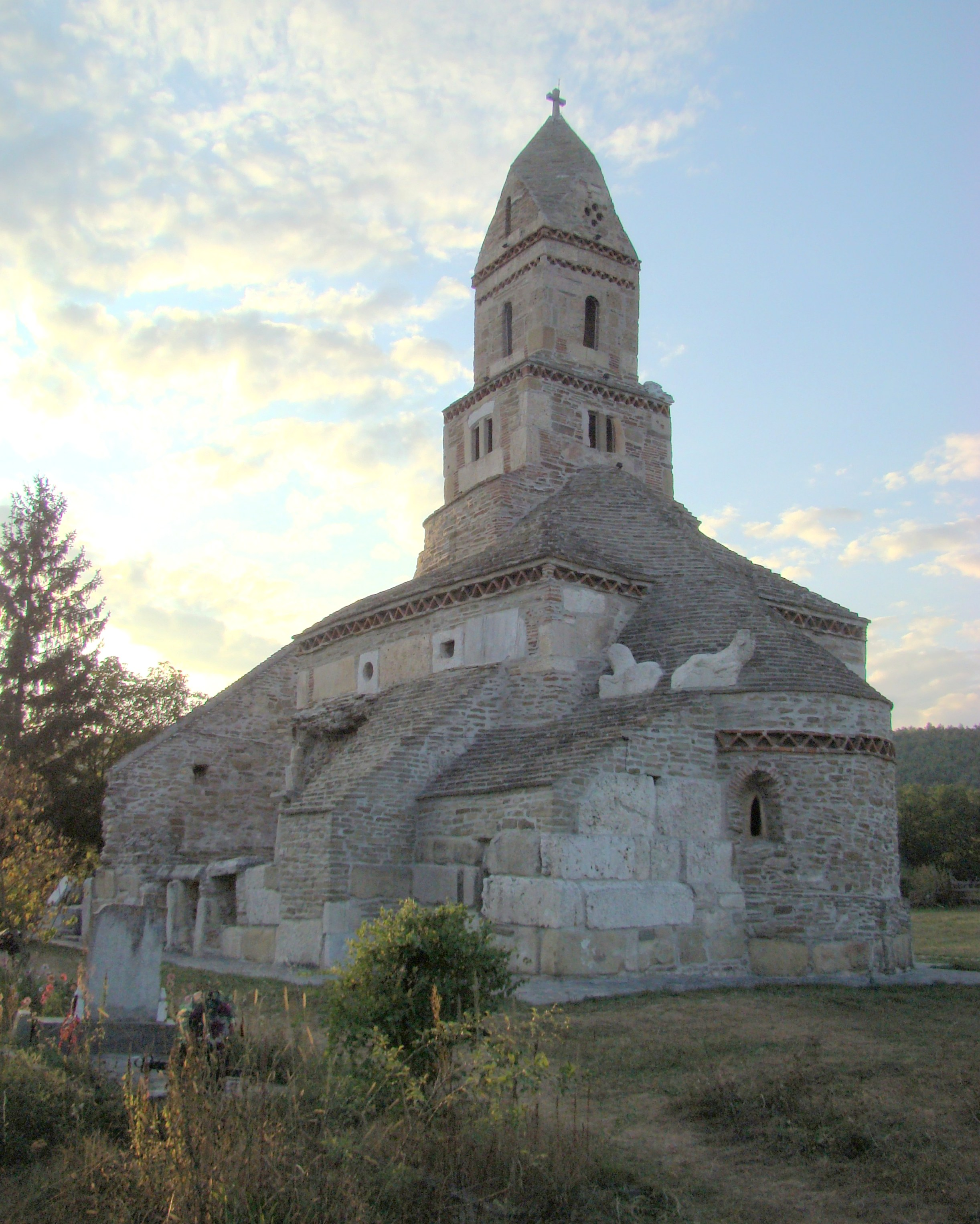

## Demografie
La recensământul din 1930 au fost înregistrați 806 locuitori, dintre care 753 greco-catolici, 17 romano-catolici, 14 ortodocși, 13 reformați, 4 baptiști ș.a.

## Personalități
- Nicolae Densușianu (1836-1911), jurist, academician, istoric român.
- Aron Densușianu (1837-1900), istoric literar, poet, folclorist român.

## Obiective turistice
- Biserica "Sfântul Nicolae", monument istoric

## Galerie de imagini

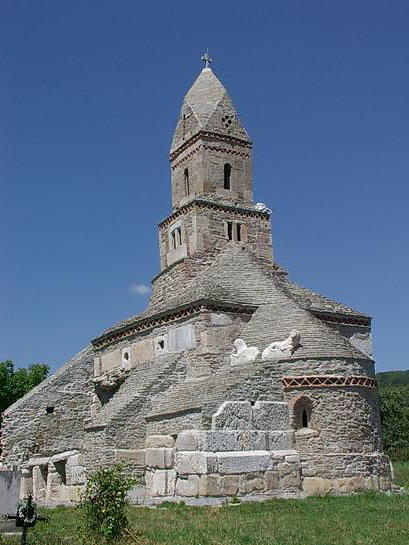
Biserica de zid Sf. Nicolae
Biserica Sfântul Nicolae
Biserica Sfântul Nicolae